# Trincomalee (stad)
Trincomalee Tamil: Tirukŏṇamalai)  (Singalees: Trikuṇāmalaya) is een stad in de Sri Lankaanse Oostelijke Provincie en de hoofdstad van het gelijknamige district Trincomalee. De stad is gelegen aan de noordkant van een baai in de Indische oceaan en heeft 112.000 inwoners. 

## Geschiedenis
Het stadje hoorde bij Nederlands-, Portugees- en Brits-Sri Lanka, ook is het een korte tijd Deens geweest (tussen 1620-1621). De haven van Trincomalee was een belangrijk strategisch punt voor de Nederlandse koloniale handel vanaf Ceylon, de vroegere benaming van Sri Lanka. Bij de stad lag Fort Frederick. De haven werd in 1782 ingenomen tijdens de Vierde Engelse Oorlog door de Engelsen.
Tijdens de Tweede Wereldoorlog had het 321 Dutch Squadron RAF hier op de luchtmachtbasis RAF China Bay zijn uitvalsbasis. Van deze aanwezigheid getuigt nog de Britse oorlogsbegraafplaats, waar zeven Nederlandse militairen begraven liggen.

## Religie
Trincomalee is de zetel van het hindoeïsme met de Thirukoneswaram kovil en de Pathirakali Amman Tempel. Trincomalee wordt ook wel de heilige grond van de grote heer Shiva genoemd. Het Hindoeïsme is de belangrijkste religie in deze stad, die voornamelijk in het teken staat van het Shaivisme.